# أوزان يلماز
أوزان يلماز (بالتركية: Ozan Yılmaz)‏ (1 فبراير 1988 بتركيا - ) هو لاعب كرة قدم تركي في مركز الوسط. شارك مع منتخب تركيا تحت 20 سنة لكرة القدم. أما مع النوادي، فقد لعب مع شفارز فيس إسين وفاتنشايد 09 وفورتونا كولن.

## وصلات خارجية
- أوزان يلماز على موقع قاعدة بيانات كرة القدم.إي يو (الإنجليزية)
- أوزان يلماز على موقع عالم كرة القدم.نت (الإنجليزية)